# Джаны-Абад (Джалал-Абадская область)
Джаны-Абад (кирг. Жаңы-Абад) — село в Базар-Коргонском районе Джалал-Абадской области Кыргызстана. Входит в состав Сайдыкумского айылного аймака.

## География
Село расположено в юго-восточной части области, к югу от реки Кара-Ункюр, на расстоянии приблизительно 14 километров (по прямой) к юго-западу от города Базар-Коргон, административного центра района. Абсолютная высота — 566 метров над уровнем моря.

## Население
Согласно оценочным данным Национального статистического комитета Кыргызской Республики, численность населения села на начало 2023 года составляла 2431 человек.
| год     | 2009 | 2014 | 2015 | 2020 | 2021 | 2023 |
| ------- | ---- | ---- | ---- | ---- | ---- | ---- |
| человек | 1624 | 1771 | 1965 | 2329 | 2389 | 2431 |